# 500 مرأة عالمة
500 مَرأة عَالمة هي مجموعة غير هَادفة للرِبح مُخصصة لجعل العلوم مفتوحة وشاملة، ويُمكن الوصول إليها. ولتحقيق هذه المهمة؛ فهم يعملون على زيادة المَعرفة العِلمية من خلال المشاركة العامة، والدفاع عن العلم والعدالة، وزِيادة تَحديد ذَوات النساء بالأدوات والدَعم اللَازمين للوصول إلى إمكاناتهِن الكَاملة. بدأت المنظمة برسالة مَفتوحة في نوفمبر 2016 ، وتم الاعتراف بها رَسميا باعتبارها منظمة تخضع لقانون 501 C)3) في مايو 2018.